# Al-Hàssan ibn Màkhlad ibn al-Jarrah
Al-Hàssan ibn Màkhlad ibn al-Jarrah fou un alt funcionari i visir abbàssida. Era cristià però es va convertir de jove a l'islam. Hom suposa que era germà de Said ibn Makhlad que també fou visir. Va servir sota al-Mutawàkkil i va ser nomenat visir per al-Mútamid (870-892) el 877 per un temps breu, sent nomenat altre cop el 878/879, sent finalment apartat del govern pel regent Talha al-Muwàffaq i enviat a l'exili a Egipte on fou ben acollit per Ibn Tulun. Va ser enviat més tard a Antioquia de l'Orontes on va morir en circumstàncies poc clares el 882. El seu fill Sulayman ibn al-Hàssan fou tres vegades visir.